# Bahri-Dynastie
Die Bahri-Dynastie (arabisch المماليك البحريون, DMG al-Mamālīk al-baḥrīyūn, von bahr / بحر / baḥr / ‚Meer‘), auch Bahri-Mamluken genannt, stellte von 1279 bis 1382 die Sultane der Mamluken in Ägypten.

## Geschichte
Im Kern bestand die Bahriyya vor allem aus Sklaven von turkstämmigen bzw. westtürkischen Kiptschaken. Im Jahr 1250 trugen sie die Hauptlast im Abwehrkampf gegen den nach Ägypten gerichteten sechsten Kreuzzug. Im selben Jahr beseitigten die Bahri-Mamluken unter dem Emir Faris ad-Din Aktay die Herrschaft der Ayyubiden, indem sie Sultan Turan Schah ermordeten. Der Name der Dynastie geht zurück auf das Korps der sogenannten Bahri-Mamluken (auch Bahriyya genannt), welches durch den Ayyubiden-Sultan as-Salih Ayyub (1240–1249) aufgestellt wurde. Ihre Garnison hatte die Einheit auf der Insel ar-Rauda im Nil (arab.: Bahr an-Nil), unweit von Kairo am Eingang des Nildeltas gelegen. Die Einheit stand im Ruf, eine besonders hohe Kampfstärke und Loyalität zum Sultan besessen zu haben.
Damit begann die Herrschaft der ersten Mamluken-Sultane in Ägypten, welche zunächst aber aus anderen Einheiten stammten. Die Bahri-Mamluken opponierten folglich gegen diese, bis sie von Sultan Izz ad-Din Aybak (1250–1257) aus Ägypten vertrieben wurden. Sultan Qutuz (1259–1260) aber rief sie wieder zurück, vor allem den Emir Rukn ad-Din Baibars. Nach der Schlacht bei ʿAin Dschālūt (September 1260) wurde Sultan Qutuz von Baibars ermordet, der nun als erster Bahri-Mamluk die Herrschaft in Ägypten (1260–1277) übernahm. Allerdings gelang ihm nicht die Gründung einer eigenen Dynastie, da seine Söhne schnell verdrängt wurden.
Mit dem Sturz von Berke Qan, dem Sohn von Baibars, durch Qalawun (1279–1290) begann die Bahri-Dynastie in Ägypten. Qalawun führte die Kämpfe gegen die Kreuzfahrer fort und eroberte deren Festung Tripolis. Auch Nubien wurde wieder unterworfen.
Unter al-Malik an-Nasir Muhammad (1293–1341) wuchs das Mamlukenreich zu einem funktionierenden Einheitsstaat zusammen. Nach der Vertreibung der letzten Kreuzfahrer aus Syrien und Palästina (Eroberung von Akkon 1291) konnte auch die Bedrohung von Syrien durch die mongolischen Il-Chane durch einen Friedensvertrag (1323) beseitigt werden. Gleichzeitig konnten die Mamluken mit der Kontrolle über den Hedschas auch die Herrschaft über die heiligen Stätten Mekka und Medina erringen. In der nun folgenden Friedenszeit begann eine starke Bautätigkeit im ganzen Reich. Auch wurden neue Bewässerungsanlagen errichtet und unbesiedeltes Land neu erschlossen.
Nach dem Tod von al-Malik an-Nasir Muhammad (1341) gerieten die folgenden Sultane zunehmend unter die Kontrolle mächtiger Wesire und Emire. Unter al-Hasan (1347–1361) kam es wegen der fehlenden Bedrohung des Reichs zu einer zunehmenden Entmilitarisierung der Mamluken. Er wurde aber gestürzt, als die Militäraristokratie ihre Privilegien gefährdet sah. Im Folgenden wurde die militärische Schlagkraft der Mamluken wiederhergestellt, das Königreich Kleinarmenien erobert (1375) und die Angriffe des Königs von Zypern abgewehrt. 1382 übernahm die Burdschiyya-Dynastie die Herrschaft in Ägypten.

## Liste der Sultane der Bahri-Dynastie
- Qalawun (1279–1290)
- al-Aschraf Chalil (1290–1293)
- an-Nasir Muhammad I. (1293–1294) abgesetzt
- al-Adil Kitbugha (1294–1296) abgesetzt
- al-Mansur Ladschin (1296–1299)
- an-Nasir Muhammad I. (1299–1308) wiedereingesetzt, dankte ab
- al-Muzaffar Baibars II. (1308–1309)
- an-Nasir Muhammad I. (1309–1341) erneut
- al-Mansur Abu Bakr (1341) ermordet
- al-Aschraf Kudschuk (1341–1342) abgesetzt, † 1345
- an-Nasir Ahmad I. (1342) abgesetzt, † 1344
- as-Salih Ismail (1342–1345)
- al-Kamil Schaban I. (1345–1346) abgesetzt
- al-Muzaffar Haddschi I. (1346–1347) ermordet
- an-Nasir al-Hasan (1347–1351) abgesetzt
- as-Salih Salih (1351–1354) abgesetzt
- an-Nasir al-Hasan (1354–1361) wiedereingesetzt
- al-Mansur Muhammad II. (1361–1363) abgesetzt
- al-Aschraf Schaban II. (1363–1377)
- al-Mansur Ali II. (1377–1381)
- as-Salih/al-Mansur/al-Muzaffar Haddschi II. (1381–1382 und 1389–1390)